# Rhabdoblatta cincta
Rhabdoblatta cincta är en kackerlacksart som först beskrevs av Brunner von Wattenwyl 1865.  Rhabdoblatta cincta ingår i släktet Rhabdoblatta och familjen jättekackerlackor.
Artens utbredningsområde är Tanzania. Inga underarter finns listade i Catalogue of Life.